# Міхейлень (комуна, Сібіу)
Міхейлень, Міхейлені (рум. Mihăileni) — комуна у повіті Сібіу в Румунії. До складу комуни входять такі села (дані про населення за 2002 рік):
- Метіш (317 осіб)
- Моардеш (195 осіб)
- Міхейлень (279 осіб) — адміністративний центр комуни
- Ревешел (155 осіб)
- Шалкеу (116 осіб)

Комуна розташована на відстані 220 км на північний захід від Бухареста, 27 км на північний схід від Сібіу, 104 км на південний схід від Клуж-Напоки, 104 км на захід від Брашова.

## Населення
За даними перепису населення 2002 року у комуні проживали 1062 особи.
Національний склад населення комуни:
| Національність | Кількість осіб | Відсоток |
| -------------- | -------------- | -------- |
| румуни         | 809            | 76,2%    |
| цигани         | 215            | 20,2%    |
| німці          | 31             | 2,9%     |
| угорці         | 7              | 0,7%     |

Рідною мовою назвали:
| Мова      | Кількість осіб | Відсоток |
| --------- | -------------- | -------- |
| румунська | 1028           | 96,8%    |
| німецька  | 30             | 2,8%     |
| угорська  | 4              | 0,4%     |

Склад населення комуни за віросповіданням:
| Релігія                                       | Кількість осіб | Відсоток |
| --------------------------------------------- | -------------- | -------- |
| православні                                   | 948            | 89,3%    |
| греко-католики                                | 60             | 5,6%     |
| лютерани (Синодально-пресвітеріанська церква) | 40             | 3,8%     |
| бретрени                                      | 7              | 0,7%     |
| римо-католики                                 | 3              | 0,3%     |
| адвентисти                                    | 2              | 0,2%     |
| реформати                                     | 1              | 0,1%     |
| п'ятдесятники                                 | 1              | 0,1%     |

## Зовнішні посилання
- Дані про комуну Міхейлень на сайті Ghidul Primăriilor [Архівовано 30 грудня 2011 у Wayback Machine.]